# Ernemar

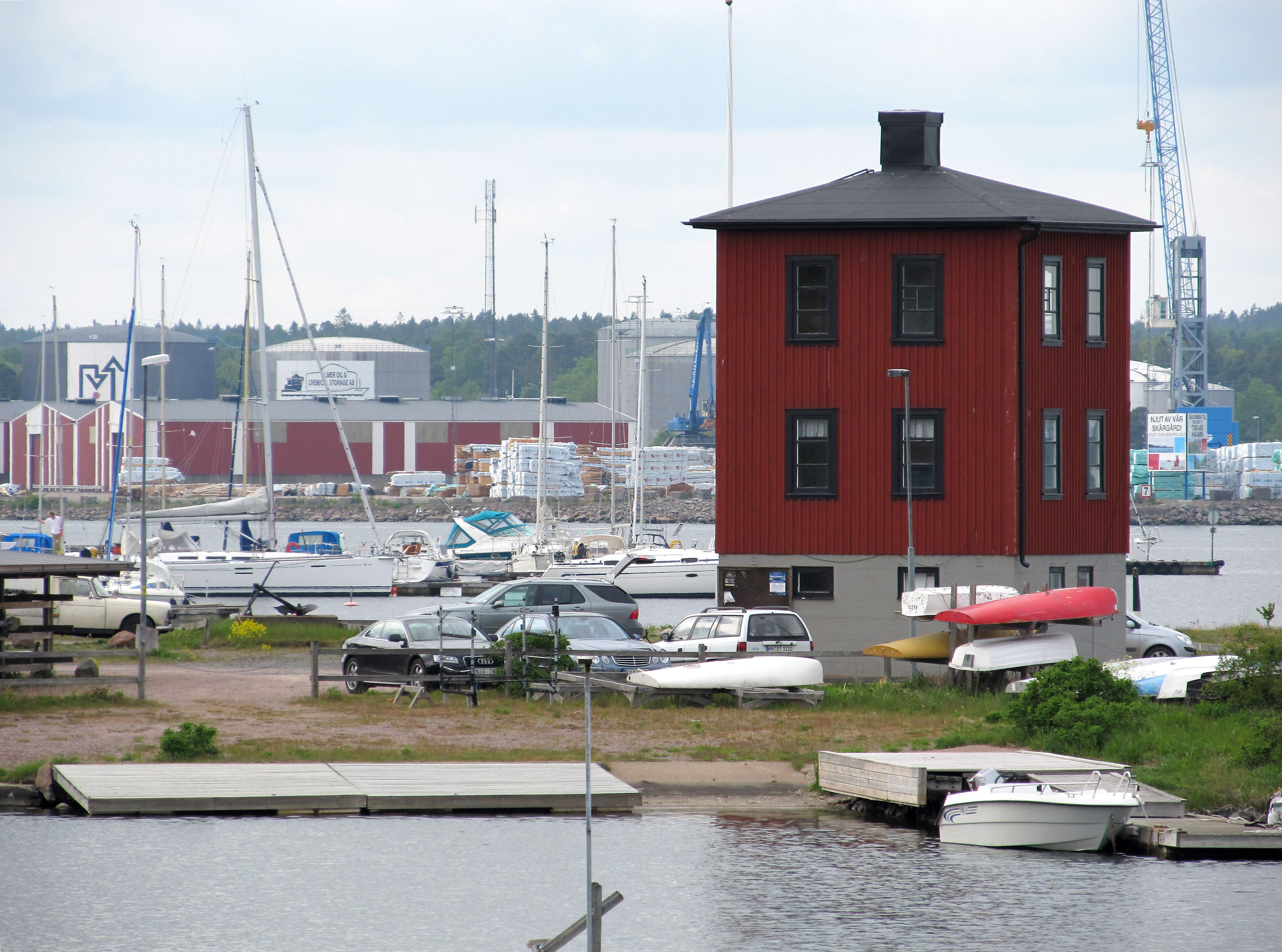
Del av Ernemar småbåtshamn

Ernemar är en småbåtshamn med gästhamn i nära anslutning till tätorten Oskarshamn. Småbåtshamnen drivs av en ekonomisk förening och har plats för omkring 500 bryggförtöjda båtar. Därutöver finns en gästhamnsbrygga med plats för cirka 40 båtar. I området finns även bostäder, sjömack, café och en skeppshandel. Ernemarområdet är idag även en populär plats för sol och bad

## Historik
I nära anslutning till Ernemar låg i början av 1900-talet ett kopparverk som gav upphov till miljögifter. Efter att den verksamheten avvecklats blev det aktuellt att exploatera området. Till en början hade Oskarshamns stad avsikt att fylla igen hela Ernemarviken för att ge plats åt utökad varvsverksamhet eller annan hamnverksamhet. En aktionsgrupp bildades för att förhindra en utfyllnad. Politikerna ändrade sig och beslutade att en småbåtshamn skulle byggas i området. I Ernemar finns även en äldre lotsgård som idag används för bostadsändamål.